# Pavão (brazylijski piłkarz)
Pavão, właśc. Marcos Cortez (ur. 4 stycznia 1929 w Santosie, zm. 7 maja 2006 tamże) – piłkarz brazylijski występujący podczas kariery na pozycji środkowego obrońcy.

## Kariera klubowa
Karierę piłkarską Pavão zaczął w klubie Portuguesa Santista Santos w 1950 roku. W latach 1951–1959 grał w CR Flamengo. Z Flamengo trzykrotnie zdobył mistrzostwo stanu Rio de Janeiro – Campeonato Carioca w 1953, 1954, 1955 oraz wygrał Turniej Rio – São Paulo w 1955 roku. W latach 1959–1962 grał w Santosie FC. Z Santosem trzykrotnie zdobył mistrzostwo stanu São Paulo – Campeonato Paulista w 1960, 1961, 1961, Copa Libertadores 1962 oraz Puchar Interkontynentalny 1962.

## Kariera reprezentacyjna
W reprezentacji Brazylii Pavão zadebiutował 13 listopada 1955 w meczu z reprezentacją Paragwaju, którego stawką było Copa Oswaldo Cruz 1955, które Brazylia zdobyła. Ostatni raz w reprezentacji wystąpił 5 maja 1956 w przegranym 2–4 towarzyskim meczu z reprezentacją Anglii. Ogółem w reprezentacji wystąpił cztery razy.